# Jonas Černius
Jonas Černius, do 1919 Černiauskas (ur. 18 stycznia 1898 w Kupiszkach, zm. 3 lipca 1977 w Los Angeles) – litewski generał i polityk, w 1939 premier rządu Republiki Litewskiej. 

## Życiorys
Ukończył szkołę podstawową w Kupiszkach i gimnazjum w Poniewieżu. W 1919 zaciągnął się jako ochotnik do nowo tworzonego wojska litewskiego. Po ukończeniu szkoły wojskowej w Kownie służył w III Pułku Piechoty (Trečiasis pėstininkų pulkas), walczył z oddziałami sowieckimi i polskimi. 
W 1920 ukończył kurs inżynieryjno-wojskowy w Kownie. W latach 1920–1925 służył w batalionie elektrotechnicznym, a w 1926 w pułku technicznym. W 1925 ukończył Wydział Elektrotechniczny Wyższych Kursów Wojskowych w Kownie, cztery lata później został absolwentem Wyższej Szkoły Inżynierii Wojennej w Brukseli, a w 1932 – Francuskiej Akademii Sztabu Generalnego w Paryżu. 
Od 1932 do 1934 służył w sztabie techników wojennych. W 1934 stanął na czele Wydziału Operacyjnego Sztabu Głównego w Kownie. Od 1935 do 1939 był dowódcą sztabu generalnego Litwy. W 1937 uzyskał stopień generała brygady. 
28 marca 1939 prezydent Smetona mianował go premierem rządu Republiki Litewskiej – funkcję pełnił do 21 listopada tego roku. Po zwolnieniu ze stanowiska stał na czele wileńskiego oddziału I Dywizji Piechoty (do czerwca 1940). Wykładał w Akademii Wojskowej w Kownie oraz na kursach sztabu generalnego. Współpracował z prasą wojskową. 
W Litewskiej SRR dowodził 29 Korpusem Terytorialnym Strzelców Armii Czerwonej (1940–1941), został mianowany majorem. W czasie II wojny światowej przebywał w Kupiszkach. Od 1948 mieszkał w USA. 